# Aegithalos
Die Gattung Aegithalos ist eine von drei Gattungen aus der Familie der Schwanzmeisen (Aegithalidae), die den eigentlichen Meisen (Paridae) sowie den Beutelmeisen (Remizidae) verwandtschaftlich recht nahesteht. Sie umfasst sechs Arten.
Alle sechs Arten sind in Eurasien beheimatet. Die Schwanzmeise (Aegithalos caudatus) ist in der ganzen Paläarktis verbreitet, fehlt aber im Gebiet des Himalaya. Dort sind vier der übrigen Arten heimisch. Die Rußschwanzmeise ist in Mittelchina endemisch.
Ae. iouschistos und Ae. niveogularis bilden vermutlich eine Superspecies. Mit Ae. concinnus und Ae. leucogenys werden sie bisweilen aufgrund des relativ kurzen Schwanzes zu der Untergattung oder Gattung Aegithaliscus zusammengefasst.

## Arten
- Schwanzmeise (Aegithalos caudatus)
- Silberkehl-Schwanzmeise (Ae. glaucogularis) – Zentral- und Nordostchina
- Schwarzkehl-Schwanzmeise (Aegithalos concinnus) – Himalaya ostwärts über Indochina nach China
- Weißwangen-Schwanzmeise (Aegithalos leucogenys) – Nordwestliches Kaschmir und Afghanistan
- Rostwangen-Schwanzmeise (Aegithalos iouschistos) – Westteil des Himalaya
- Brauenschwanzmeise (Ae. bonvaloti) – Südchina
- Burmaschwanzmeise (Ae. sharpei) – Südwest-Myanmar
- Weißkehl-Schwanzmeise (Aegithalos niveogularis) – Östlicher Himalaya, Indochina bis Mittelchina
- Rußschwanzmeise (Aegithalos fuliginosus) – Zentralchina